# یواس‌اس ریلیف (۱۸۳۶)
یواس‌اس ریلیف (۱۸۳۶) (به انگلیسی: USS Relief (1836)) یک کشتی بود که طول آن ۱۰۹ فوت (۳۳ متر) بود. این کشتی در سال ۱۸۳۶ ساخته شد.